# Habu (Botswana)
Habu – wieś w Botswanie w dystrykcie Północno-Zachodnim. Według spisu ludności z 2011 roku wieś liczyła 533 mieszkańców..